# 毛利経光
毛利 経光（もうり つねみつ、生没年不詳）は、鎌倉時代の武士。毛利季光の四男。子に基親、時光、政光、時親、親忠、親宗、娘（少輔助太郎政広室、元頼母）がいる。官位は従五位下、右近将監、蔵人。後に入道して寂仏と号する。法名は寂仏大禅定門。

## 経歴
父・季光が仕えていた将軍・藤原頼経（またはその偏諱を受けた執権・北条経時）より1字を賜い、経光と名乗る（おおよそこの時期の元服とみられる）。
宝治元年（1247年）の宝治合戦により、父や兄などの毛利氏一族がほとんど討死にした。その際、経光は越後におり、宝治合戦には直接的に関わることはなかった。この合戦の結果、毛利氏発祥の地である相模国毛利荘（毛利庄）は失ったものの、同族の長井氏の取り成しもあり、越後国刈羽郡佐橋荘南条、安芸国吉田荘の領有は許された。
後に経光は四男の時親に安芸国吉田荘を継がせている。この時親の子孫から後に安芸国の戦国大名となる毛利元就が出ている。越後に残った嫡男の基親の子孫では安田氏・北条氏（）が有名である。